# Prionispa opacipennis
Prionispa opacipennis là một loài bọ cánh cứng trong họ Chrysomelidae. Loài này được Chen & Yu miêu tả khoa học năm 1962.